# 하넬로레 크라프트
하넬로레 크라프트(독일어: Hannelore Kraft, 1961년 6월 12일 ~ )는 독일의 정치인이다. 2010년부터 노르트라인베스트팔렌 주총리를 맡고 있으며, 동시에 독일 사회민주당 부의장을 맡고 있다. 2010년 선거에서는 소수 정부를 꾸렸지만 2012년 선거에서는 대승을 거두었고 이를 통해 유력 정치인으로 성장하였다.

## 역대 선거 결과
| 선거명      | 직책명                      | 대수 | 정당            | 득표율 | 득표수 | 결과 | 당락                             |
| ----------- | --------------------------- | ---- | --------------- | ------ | ------ | ---- | -------------------------------- |
| 2010년 선거 | 노르트라인베스트팔렌의 총리 | 10대 | 독일 사회민주당 | 49.72% | 90표   | 1위  | 노르트라인베스트팔렌 주총리 당선 |
| 2012년 선거 | 노르트라인베스트팔렌의 총리 | 10대 | 독일 사회민주당 | 54.01% | 128표  | 1위  | 노르트라인베스트팔렌 주총리 당선 |
| 2017년 선거 | 노르트라인베스트팔렌의 총리 | 11대 | 독일 사회민주당 | 34.67% | 69표   | 2위  | 낙선                             |